# Portret van Fritza Riedler
Portret van Fritza Riedler (Duits: Porträt der Fritza Riedler) is een olieverfschilderij van de Oostenrijkse kunstschilder Gustav Klimt, geschilderd in 1906. Het werk bevindt zich sinds 1937 in de collectie van de Österreichische Galerie Belvedere te Wenen.

## Fritza Riedler
Friederika "Fritza" Langer werd in 1860 geboren in een vooraanstaande Berlijnse familie. Ze trouwde met de tien jaar oudere ingenieur Alois Riedler, professor aan de Universiteit van Berlijn en Wenen en internationaal gelauwerd als vormgever van de studie machinebouw. Ze woonden ook afwisselend in Berlijn en Wenen, waar ze deel uitmaakten van de hoogste sociale klassen. Het huwelijk bleef kinderloos. Fritza overleed in 1927, Alois in 1936, allebei te Wenen.
Toen Klimt in 1904 van Fritza opdracht kreeg om haar portret te schilderen gold hij nog steeds als de meest vooraanstaande portrettist in Wenen, in weerwil van recente kritiek op het erotiserend aspect in zijn faculteitschilderingen en zijn Beethovenfries.

## Afbeelding
Fritza Riedler wordt door Klimt geportretteerd terwijl ze statig in een fauteuil zit. Die fauteuil is weergegeven als een abstracte structuur, bestaande uit verschillende geometrische vlakken. De golvende patronen vormen een eenheid met de japon, waarbij nauwelijks te zien is waar het een begint en het ander ophoudt.

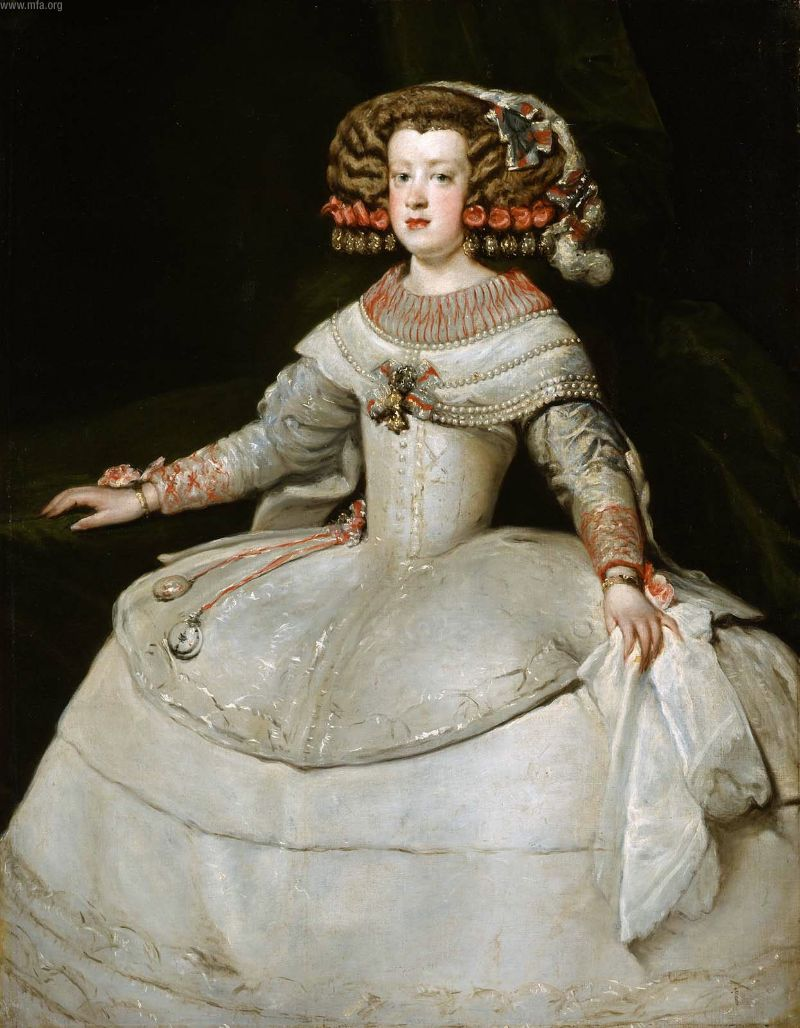
Velázquez: Infantin Maria Teresa van Oostenrijk. Klimt zag dit werk in Wenen en was erdoor gefascineerd. Net als Fritza Riedler lijkt ze gedrukt te gaan onder de last van haar klasse en rijkdom.

De zetel vormt een sleutelrol in de spanning tussen het figuratieve en het abstracte. Strakke sobere rechthoeken contrasteren met overdadige versieringen, net zoals ook de koele kleuren van de japon en de zetel afsteken tegen de warme kleuren van de achtergrond, uitgewerkt als een plat vlak van grote rechthoeken, zonder diepte. Evenwichtig verdeeld plaatst Klimt er een aantal irreële ornamentele vierkantjes van bladgoud en bladzilver, als ware het kijkgaatjes. Op het kleed beneden zijn een aantal oogachtige ruitjes geplaatst, Fritza's mond keert terug in de decoratie van de fauteuil. Achter haar hoofd bevindt zich een opvallende halfronde versiering, mogelijk een glas-in-loodraam, dat in het platte vlak als een aureool om haar hoofd hangt, een stijlmiddel dat de schilder ook al gebruikte in zijn Portret van Margaret Stonborough-Wittgenstein uit 1905. Het doet denken aan portretten van Diego Velázquez, wiens werk Klimt In Wenen had gezien.
Compositorisch is het werk weloverwogen en evenwichtig. Binnen het vierkante formaat doorsnijdt het model als het ware diagonaal het doek en deel het in tweeën, te duiden als symbolisch voor het onderscheid tussen twee werelden, tussen het bewuste en het onbewuste. De versieringen (oogjes, mondjes) worden doorgaans gezien als symbolen van erotiek.

## Afstand en begeerte
Door het perspectief laag te leggen lijkt het alsof de geportretteerde enigszins hooghartig op ons neerkijkt. Ze straalt afstand en waardigheid uit. Tegelijkertijd is een zekere treurigheid voelbaar, heeft ze iets bangelijks en oogt ze als een gevangene van haar klasse en rijkdom. De kunst van Klimt is dat hij dit weet te doorbreken en er in slaagt een element van begeerte in het werk te leggen. Kunsthistoricus Gilles Néret schrijft hierover: "De erotiek baant zich een weg, fantasieën doorbreken de lijst. De jurk wordt een met het lichaam, de stof vermengt zich met het vlees. Schouders en armen weerspiegelen het denkbeeldige weefsel, de huid loopt door in de plooien van haar kleren - kleren die Klimt wellicht op het naakte lichaam heeft geschilderd en die plotseling weer kunnen verdwijnen om plaats te maken voor een triomfantelijke naaktheid. Alles neigt naar zinnelijkheid. Het geraffineerde is echter dat het model deze begeerte negeert of doet alsof ze het negeert, bewust of onbewust. Ze maakt de indruk een willig schepsel te zijn dat zo min mogelijk denkt en zich gaarne uitstrekt op de sofa. Pure erotiek!"

## Plaats in oeuvre

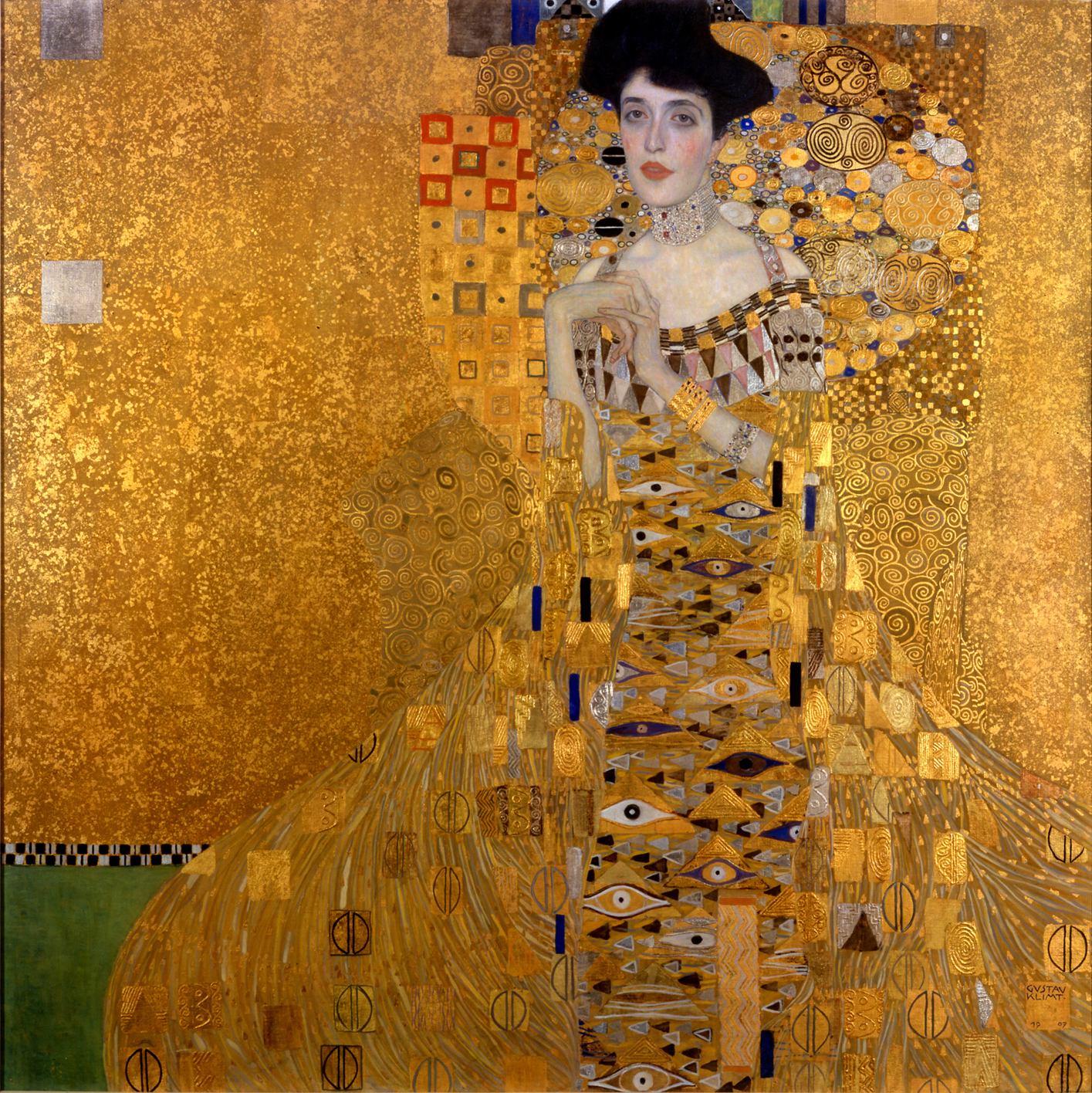
Portret van Adèle Bloch-Bauer I, 1907, vergelijkbare compositie, vol in de stijl van de Gouden Periode.

Portret van Fritza Riedler wordt wel gezien als markerend voor het begin van Klimts bekende "Gouden Periode". In de basis zijn de belangrijkste kenmerken van zijn latere werken duidelijk herkenbaar, onder andere in het gebruik van bladgoud en bladzilver in de delicate kleine rechthoekjes die over het vlak zijn verdeeld en de twee gouden kaders links in het vlak. Ze duiden op het toenemend belang dat hij hechtte aan het decoratieve aspect en de integratie van vormgeving in de kunst. Deze ontwikkeling zal een jaar later eens te meer herkenbaar worden in zijn Portret van Adèle Bloch-Bauer I, dat een vergelijkbare opzet kent en zijn Gouden Periode ten volle typeert.

## Studies, 1904-1905
Klimt maakte vanaf aanvaarding van de opdracht tal van studies voor zijn portret van Fritza Riedler. Zij was in de periode 1904-1905 dan ook veelvuldig in zijn atelier te vinden, zodanig dat de roddels niet van de lucht waren. Klimt had een onmiskenbare reputatie als vrouwenversierder. Ook was bekend dat er vrijwel altijd diverse vrouwelijke modellen naakt door zijn atelier liepen.
De studies van Fritza Riedler zijn echter zonder uitzondering volledig gekleed. Ze geven allen de diagonale structuur te zien die kenmerkend zou worden voor het uiteindelijke portret en maken tevens duidelijk dat Klimt bijzonder veel aandacht had voor het vallen van de japon en de houding, elementen die belangrijk waren voor heft effect dat hij wilde creëren.

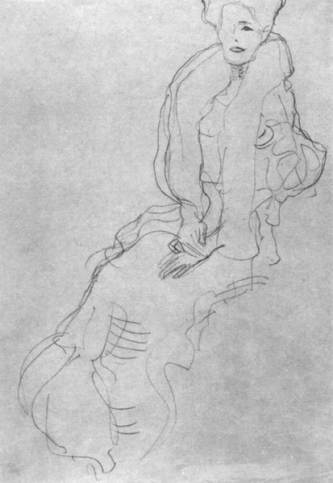
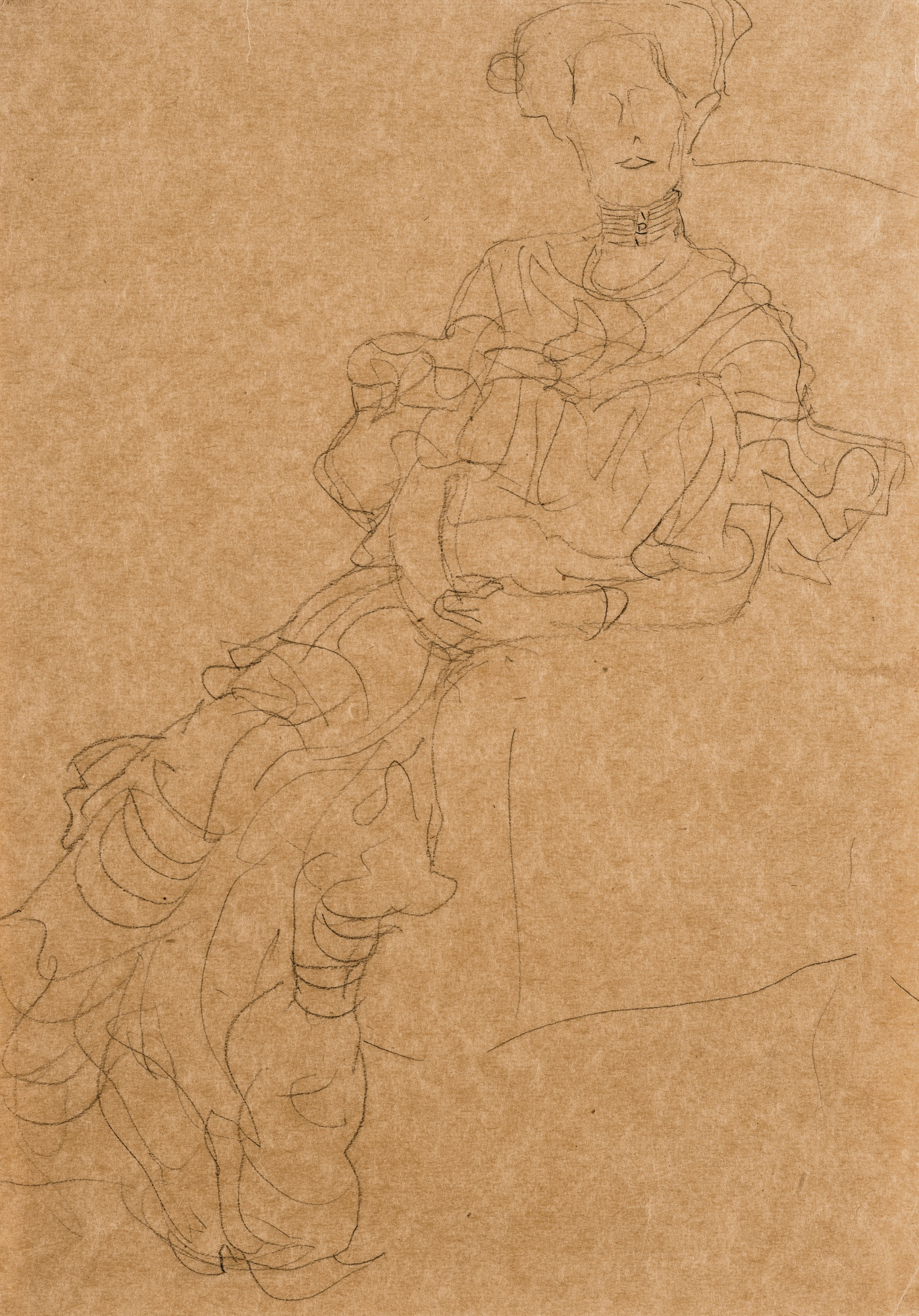
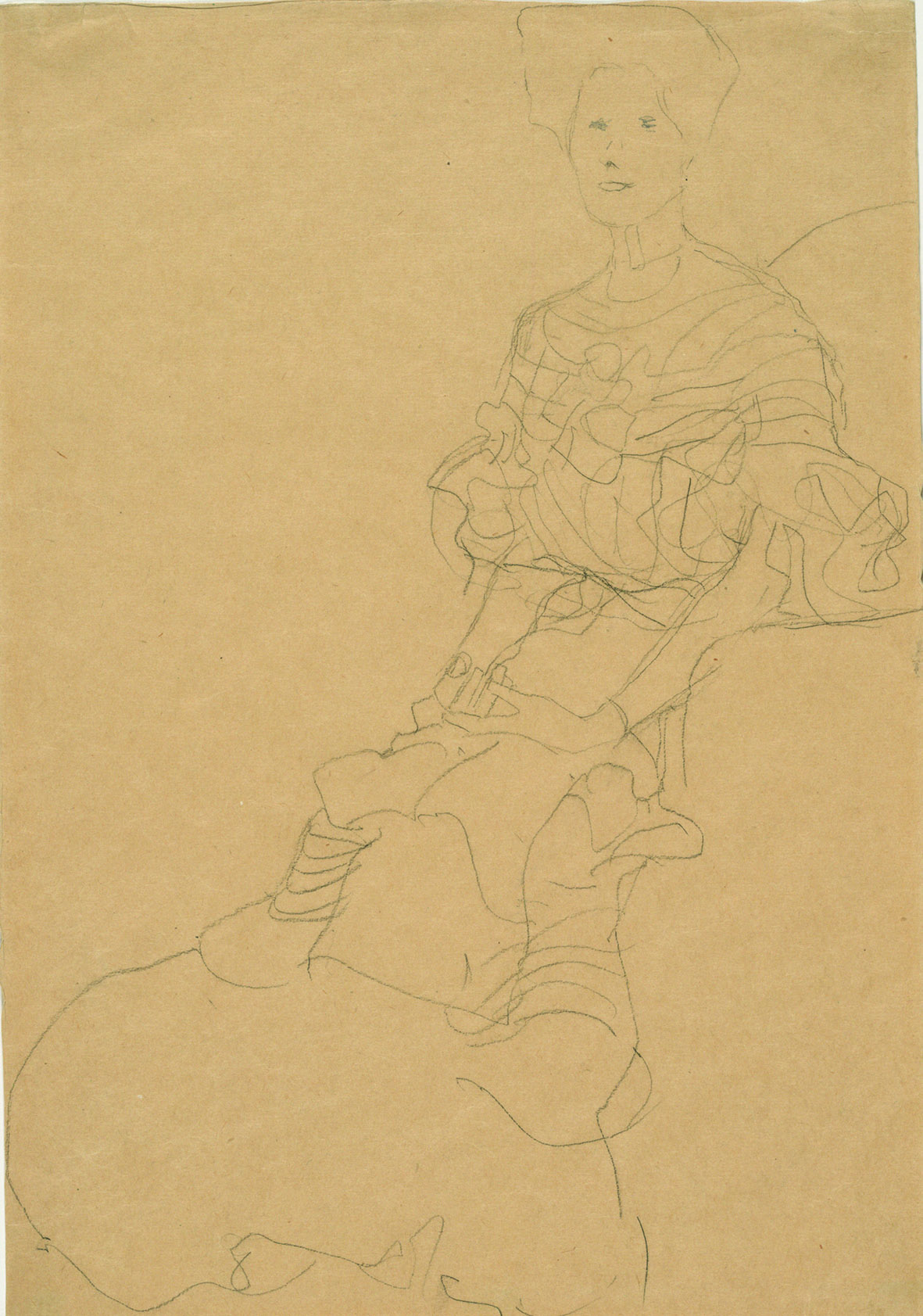
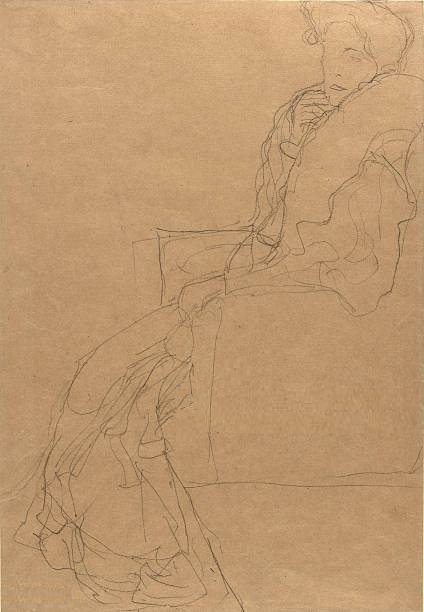